# Scopula subdecorata
Scopula subdecorata là một loài bướm đêm trong họ Geometridae.